# Carlia diguliensis
Carlia diguliensis — вид сцинкоподібних ящірок родини сцинкових (Scincidae). Ендемік Індонезії.

## Поширення і екологія
Carlia diguliensis мешкають в басейні річки Дігул на півдні Нової Гвінеї та на островах Ару. Вони живуть у вологих широколистяних тропічних лісах, на висоті до 1200 м над рівнем моря. Віддають перевагу сонячним галявинам та порушеним частинам лісу, де відновлюється рослинність.